# 도널드 호니그
도널드 마틴 호니그(영어: Donald Martin Honig, 1931년 8월 17일~)는 미국의 소설가이자 사학자, 편집자로, 대부분 야구에 관한 저술 활동을 펼쳐왔다.
야구 관련 저술가들의 비공식 모임인 보보 뉴섬 기념회(Bobo Newsom Memorial Society)의 일원이었던 호니그는 로런스 리터에게 그가 1966년에 펴낸 《더 글로리 오브 데어 타임스》(The Glory of their Times)의 속편을 써달라고 설득하려 했다. 하지만 리터는 시간 부족을 이유로 이를 거절하는 대신 호니그에게 집필을 허락했다. 그 결과 《Baseball When the Grass Was Real》(1975)와 《Baseball Between The Lines》(1976)의 출간으로 이어졌다.
이후 19년간 호니그는 39권의 야구 관련 서적을 집필했으며, 1981년에는 리터와 함께 《The 100 Greatest Baseball Players of All Time》을 출간했다. 또한 오랜 역사를 지닌 프랜차이즈 야구단에 관한 삽화 중심의 역사서도 여러 권 출간했다. 호니그가 가장 최근에 낸 야구 관련 도서는 2009년의 《The Fifth Season》이다.
호니그는 《앨프리드 히치콕 미스터리 매거진》에 단편 소설을 자주 기고하기도 했으며, 현재는 코네티컷주 크롬웰에서 거주하고 있다.

## 저서
- 《Man with a Problem》(1958)
- 《The Journal of One Davey Wyatt》(1971)
- 《Johnny Lee》(1971)
- 《An End of Innocence》(1972)
- 《The Severith Style》(1972)
- 《Way to Go, Teddy》(1973)
- 《Illusions》(1974)
- 《Coming Back》(1974)
- 《Fury on Skates》(1974)
- 《Baseball When the Grass Was Real》(1975)
- 《Baseball Between the Lines》(1976)
- 《Winter Always Comes》(1977)
- 《The Last Great Season》(1979)
- 《Marching Home》(1980)
- 《The Brooklyn Dodgers: An Illustrated Tribute》(1981)
- 《The 100 Greatest Baseball Players of All Time》(1981)
- 《Baseball's Ten Greatest Teams》(1982)
- 《The Los Angeles Dodgers: The First Quarter Century》(1983)
- 《The American League: An Illustrated History》(1983)
- 《The National League: An Illustrated History》(1983)
- 《The Boston Red Sox: An Illustrated Tribute》(1984)
- 《Baseball America》(1985)
- 《Dodgers: The Complete Record of Dodgers Baseball》(1986)
- 《The World Series: An Illustrated History from 1903 to the Present》(1986)
- 《The All-Star Game: A Pictorial History, 1933 to Present》(1987)
- 《Mays, Mantle, Snider: A Celebration》(1987)
- 《The Greatest First Basemen of All Time》(1988)
- 《The Donald Honig Reader》(1988)
- 《The Plot to Kill Jackie Robinson》(1992)[3]
- 《The October Heroes: Great World Series Games Remembered by the Men Who Played Them》(1996)
- 《The Sword of General Englund: A Novel of Murder in the Dakota Territory, 1876》(1996)
- 《Classic Baseball Photographs, 1869-1947》(1999)
- 《The Fifth Season: Tales of My Life in Baseball》(1999)

### 편집자로 참여
- 《The Man in the Dugout: Fifteen Big League Managers Speak Their Minds》(1977)